# مانفريد جورج
مانفريد جورج هو كاتب وصحفي وسياسي ألماني، ولد في 22 أكتوبر 1893 في برلين في ألمانيا، وتوفي في 30 ديسمبر 1965 في نيويورك في الولايات المتحدة. نشط حزبياً في Republican Party of Germany ‏.

## وصلات خارجية
- مانفريد جورج على موقع مونزينجر (الألمانية)